# Pomník Mistra Jana Husa (Kolín)
Pomník Mistra Jana Husa v Kolíně je sochařské dílo Františka Bílka z roku 1914. Socha je 7 metrů vysoká. Je vytvořena z pískovce a jsou na ní patrné stopy po rozřezání během německé okupace v roce 1941. Zobrazuje Jana Husa jako hořící strom. Na podstavci sochy se nachází dnes již nečitelný nápis: „STROM BLESKEM ZASAŽENÝ, KTERÝ NAVĚKY HOŘEL – 1914“
Nachází se na Husově náměstí v části Kolín III, v blízkosti budovy Husova sboru.

## Historie
Se žádostí o návrh sochy Jana Husa se na Františka Bílka obrátili kolínští Sokolové v roce 1909. Návrh byl schválen o dva roky později, avšak s doporučením na snížení výšky. Původní návrh totiž byl na 15 metrů. Socha byla slavnostně odhalena 20. září 1914 na centrálním Karlově náměstí. Slavnost byla původně naplánována již na 5. července, avšak krátce předtím (26. června) byl spáchán atentát na následníka trůnu Františka Ferdinanda d’Este, a proto byla odložena na náhradní termín.
V době německé okupace českých zemí, na konci roku 1941, byla socha z rozkazu okupační správy rozřezána a odstraněna. Do konce 2. světové války byly části sochy uschovány v bednách na Kalcovce v městské částí Zálabí. Po válce byl pomník restaurován a znovu sestaven. Nevrátil se však na původní místo. Bylo rozhodnuto o umístění na Vinařickém náměstí, při té příležitosti přejmenovaném na Husovo. Nové slavnostní odhalení proběhlo 5. července 1949. Stopy po rozřezání nese socha dodnes.